# FlexOS
FlexOS – system operacyjny czasu rzeczywistego zaprojektowany przez Digital Research.